# Ruprecht-Karls-Universität Heidelberg
Ruprecht-Karls-Universität Heidelberg er det ældste universitet i Tyskland. Det er beliggende i Heidelberg i delstaten Baden-Württemberg. I 2009 havde universitetet ca. 26.000 indskrevne studerende. 
Universitetet blev grundlagt i 1386 af kurfyrste Ruprecht I af Pfalz som det tredje universitet i det tysk-romerske rige. Det bestod dengang af fire fakulteter – teologi, jura, medicin og filosofi. I 1890 etableredes et naturvidenskabeligt fakulutet. Strukturen er omdannet to gange siden; senest i 2002, hvorefter universitetet har haft 12 fakulteter. 
Listen over alumner fra universitetet er alenlang og omfatter bl.a. tidligere kansler Helmut Kohl og komponisten Robert Schumann. Sociologen Max Weber var ansat ved universitetet. 56 Nobelprismodtagere har haft forbindelse med enten universitetet eller byen Heidelberg.